# 買弁
買弁（ばいべん。拼音:买办 mǎibàn）は、清朝末期の1800年代から1940年代にかけて、欧米列強（銀行や商社）の対中進出や貿易を支援した中国人商人のこと。転じて、外国資本に追随し、自国の利益を損なうような行為や人物のことを指す。例：「買弁的な行為」。

## 概要
清朝末期、欧米列強の対中進出が進むにつれ、租界、商館、洋行などが出現し、欧米列強のビジネスを支援する中国人商人の存在が必要になり、これが「買弁」と呼ばれるようになった。彼らの多くは外国語能力が高く、清朝政府と欧米商会をつなぐ人脈や政治的センスも重宝され、一部の人物は豪商にまで成長した。また、それらの豪商の中には熱心に社会的活動に取り組む人物もいた。

## 買弁の数
買弁の数を正確に記録した資料は存在しないが、洋行の数から推測できる。天津を例にとると、1867年に全部で17の洋行があり、1875年には30近くに増えた。当初、洋行の規模は小さく、どの洋行でも1人の買弁がいれば足りたため、1875年でも天津の買弁の数は百人程度だったと考えられる。
その後、洋行の数は1906年に232にまで増加。第1次世界大戦の時期から戦後にかけて、日本やアメリカの洋行の数が激増し、1936年には982にも達した。どの支店や代理店でも買弁の数を増やしたため、清末の天津の買弁は数千人以上にのぼったと考えられる。

## 主な買弁
- 唐廷枢 - ジャーディン・マセソン商会買弁
- 何東 -ジャーディン・マセソン商会総買弁
- 何甘棠 - ジャーディン・マセソン商会買弁、何東の弟
- 李春生 - 台湾の富豪
- 陳廉伯 - 英国籍の香港の富豪
- 盧亜貴
- 馮明珊 - 有利銀行買弁
- 郭甘章 - 広東香山県買弁
- 莫仕揚